# Nellja Veremej

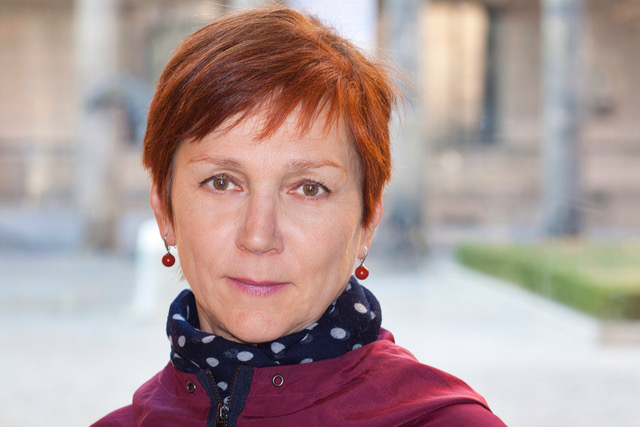
Nellja Veremej 2019

Nellja Veremej (* 1963 in der Sowjetunion) ist eine russisch-deutsche Schriftstellerin. Sie lebt in Berlin.

## Leben
Nellja Veremej wuchs in verschiedenen Orten in der Sowjetunion auf  und beendete die Schule im Kaukasus. Nach dem Studium der Russischen Philologie an der Leningrader Universität zog sie 1994 nach Berlin. Zwischenzeitlich lebte sie in Novi Sad, wo sie die dortige Journalistenschule abschloss. Nellja Veremej arbeitete als Russischlehrerin, Übersetzerin und Journalistin (v. a. für die Wochenzeitung der Freitag). Inzwischen ist sie hauptberuflich als freie Schriftstellerin tätig.
2010 gewann sie den Newcomer-Preis wie auch den Publikumspreis beim Literaturwettbewerb Wartholz. 2013 erschien ihr erster Roman "Berlin liegt im Osten" im Verlag Jung und Jung. Dieser wurde im August 2013 in die Longlist  Deutscher Buchpreis 2013 aufgenommen. Im März 2014 wurde sie mit dem Förderpreis des Adelbert-von-Chamisso-Preises 2014 und dem Förderpreis des Friedrich-Hölderlin-Preises der Stadt Homburg 2014 ausgezeichnet.

## Werke
- Berlin liegt im Osten. Roman. Jung und Jung, Salzburg/Wien 2013, ISBN 978-3-99027-031-8.
- Nach dem Sturm. Roman. Jung und Jung, Salzburg/Wien 2016, ISBN 978-3-99027-081-3.
- Der Alexanderplatz. be.bra Verlag (Berliner Orte), Berlin 2021, ISBN 978-3-89809-181-7

## Stipendien
- März–September 2018: Magdeburger Stadtschreiberin[5]
- Januar–Dezember 2021: Arbeitsstipendium des Berliner Senats[6]
- März–Mai 2022: Arbeitsaufenthalt in Wiepersdorf[7]
- September–November 2022: Alfred-Döblin-Stipendium der Akademie der Künste[8]